# Lac Ihotry
Le lac Ihotry est un lac salé de Madagascar dont la superficie varie de 96 à 112 kilomètres d'une saison à l'autre.